# Ichneumon indosessor
Ichneumon indosessor är en stekelart som beskrevs av Heinrich 1965. Ichneumon indosessor ingår i släktet Ichneumon och familjen brokparasitsteklar. Inga underarter finns listade i Catalogue of Life.